# Río Bobo (Nariño)

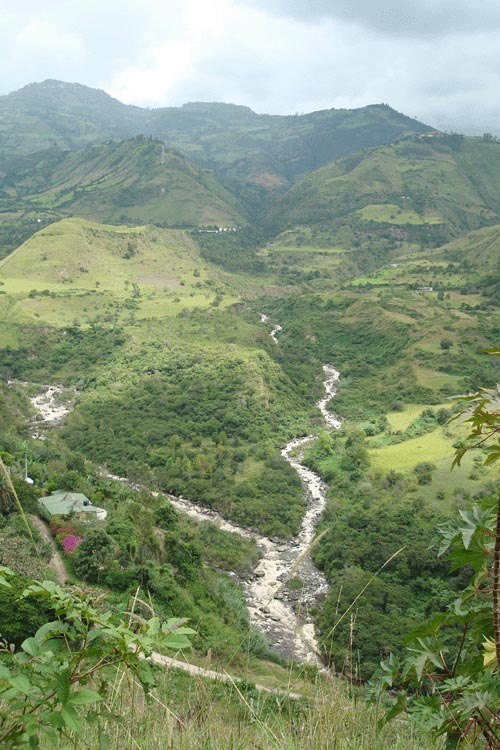
Zusammenfluss des Río Bobo und des Río Curiaco, zugleich Gemeindegrenze von Tangua, Yacuanquer und Funes

Der Río Bobo ist ein Fluss des Flusssystems des Río Patía im kolumbianischen Departamento de Nariño.

## Flusslauf
Der Río Bobo entspringt den Páramos oberhalb des gleichnamigen Stausees Embalse Río Bobo, der auf etwa 2800 m.s.n.m liegt und 1956 gebaut wurde. Der Río Bobo mündet in den Río Curiaco; der Zusammenfluss dieser beiden Flüsse bildet die Gemeindegrenze von Tangua, Yacuanquer und Funes (danach fließt der Río Curiaco bei El Pedregal in den Río Guáitara).